# Ulf i fårakläder
Ulf i fårakläder (engelska: The Green Man) är en brittisk komedifilm från 1956 i regi av Robert Day och Basil Dearden.
Filmen är baserad på Frank Launder och Sidney Gilliats pjäs Meet a Body.

## Handling
En stillsam dammsugarförsäljare kommer en komplott på spåren där en lönnmördare planerar ett mord.

## Rollista i urval
- Alastair Sim - Harry Hawkins
- George Cole - William Blake
- Terry-Thomas - Charles Boughtflower
- Jill Adams - Ann Vincent
- Raymond Huntley - Sir Gregory Upshott
- Colin Gordon - Reginald Willoughby-Cruft
- Avril Angers - Marigold
- Dora Bryan - receptionisten
- Cyril Chamberlain - poliskonstapel Bassett
- Arthur Lowe - radioförsäljaren